# فیل سوری
فیل سوری (نام علمی: Elephas maximus asurus) یا فیل غرب آسیا نام یک زیرگونه پیشنهادی از فیل آسیایی است که روزگاری در غرب آسیا می‌زیست و غربی‌ترین جمعیت این گونه محسوب می‌شد. انقراض این فیل در عصر باستان روی داد و سنگواره‌های موجود از آن در ایران، عراق، ترکیه و سوریه با قدمتی حداقل میان ۱۸۰۰ تا ۷۰۰ سال پیش از میلاد یافت شده‌است. و با توجه به این که سابقه سنگواره‌ای از این جانور مربوط به اواخر پلیستوسن و اوایل تا میانه هولوسن وجود دارد پیشنهاد شده که به صورت یک [[گونه غرب آسیا شده‌است. صحت این موضوع اما مورد ابهام و اختلاف نظر قرار دارد.
زیستگاه فیل سوری از جنگل‌ های شمال ایران تا کرنا در جنوب ایران تا استپ‌های سوریه و تا جنگل-تالاب های میان رودان امتداد می‌یافت و آشورنصیرپال دوم پادشاه امپراتوری آشور به دلیل شکار فیل‌ها در کنار ببر و شیرها به خود می‌بالید.
صنعتگران سوریه باستان از عاج فیل سوری برای ساخت انواع لوازم و وسایل زینتی بهره می‌بردند. در سوریه استفاده از فرآوردهایی از جنس عاج در هزاره نخست پیش از میلاد رونق گرفته و به اوج خودش رسیده بود. در همان زمان آرامی‌ها خاتم‌کاری‌هایی از جنس عاج روی اثاث انجام می‌دادند.